# Metal progresiv
Metal progresiv sau progressive metal (cunoscut și ca prog metal sau prog-metal) este un subgen muzical de progressive rock și heavy metal, originar din Marea Britanie și Statele Unite, de la sfârșitul anilor 1980.  Metalul progresiv îmbină genul metalic, puternic marcat de  chitară, cu compoziții complexe și cu stilul instrumental aparte specific rockului progresiv. Genul adesea folosește teme conceptuale asociate cu progressive rock. De-a lungul anilor, progressive metal a imprumutat influențe din mai multe alte genuri, inclusiv din muzica clasică și jazz fusion.

## Istoric
Originile metalului progresiv pot fi găsite la formațiile de rock progresiv de la sfârșitul anilor '60 și până la mijlocul anilor '70, formații precum Yes, Pink Floyd, Emerson, Lake and Palmer, Jethro Tull, King Crimson, Genesis, Gentle Giant, Focus, Renaissance, The Alan Parsons Project, pe primele albume Queen, Kansas, Atomic Rooster, Uriah Heep și Rush. Ultimele cinci trupe au introdus adeseori elemente metal în muzica lor. Totuși, metalul progresiv nu s-a dezvoltat într-un gen de sine stătător până la mijlocul anilor '80.
Inovatorii și cele mai influente trupe de prog metal probabil că sunt Queensrÿche și Fates Warning. Amândouă aceste trupe s-au înființat la începutul spre mijlocul anilor '80, cu un stil de heavy metal foarte diferit și s-au remarcat prin profesionalism muzical și mai ales printr-un fel de a scrie piese foarte elaborat. Despre Queensrÿche s-a folosit prima dată fraza „thinking man's metal” ca strategie de vânzare, dar de fapt Fates Warning au fost cei care, cu aranjamentele lor elaborate și tăioase, sunt cei mai progresivi dintre cele două. Pe albumul lor de tranziție „Perfect Symmetry” (1989), ei au creat un sunet foarte sec, inspirat din sound -ul Rush, care totuși era indiscutabil metal, și, de atunci, cam mai toate trupele de prog metal se inspiră într-un fel sau altul din el.
Dar nici o discuție despre prog metal nu este completă fără să fie menționați Dream Theater,  fără îndoială cea mai influentă trupă a genului. Dream Theater au preluat abordarea formației Fates Warning și au adăugat atât noi aranjamente de clapă, cât și o varietate muzicală totală și o compoziție excepțională, care i-au plasat ca cei mai complecși și diversificați muzicieni. Prog metalul modern se născuse. Astăzi este destul de dificil să găsești un album de metal progresiv care să nu se asemene cu albumul lor din 1992 „Images and Words”, album definitoriu, considerat de mulți ca cel mai reprezentativ album pentru acest gen. Acum, când Dream Theater s-au îndepărtat întrucâtva de sound-ul pur metal, alții s-au grăbit să îi ia locul. Au apărut trupe ca Spiral Architect și Power Of Omens care au pus mai mult accent pe muzica de calitate și compozițiile tehnice. 
Asemenea jazzului și rockului progresiv, metalul progresiv dă uneori senzația de snobism, iar termenul de „thinking man's metal” a fost câteodată folosit pentru a marginaliza restul scenei de metal. Acest gen, care prin pretențiile sale deranjează, probabil că are tot atât de mulți detractori câți fani înflăcărați. În orice caz, metalul progresiv rămâne un stil vital, influent și semnificativ, mai ales că prog metalul și power metalul au dat împreună trupe cu renume.

#### Inovatori
- Queensrÿche
- Fates Warning
- Dream Theater
- Savatage

#### Trupe din primul val
- Threshold
- Shadow Gallery
- Crimson Glory
- Saga

#### Trupe din noul val
Mai târziu, un val nou de trupe a adoptat acest stil, uneori în combinație cu alte genuri. Câteva din formațiile semnificative pentru metalul progresiv de astăzi sunt:
- Sunblaze, Power Of Omens, Spiral Architect, Symphony X, Poverty's No Crime, Pagan's Mind, Dreamscape, Vanishing Point, Ion Vein, Pain Of Salvation, Ayreon, Evergrey;
- Orphaned Land (trupă israeliană a cărei muzică abundă în influențe orientale);
- Nevermore (fondată pe „cenușa” trupei Sanctuary, Nevermore îmbină stilul progresiv cu elemente thrash, death metal și neoclasic metal);
- Opeth (care combină metalul progresiv cu death metalul, folkul și jazzul);
- Rage, Angra, Manticora și Royal Hunt (îmbinând metalul progresiv cu power metalul);
- Trans-Siberian Orchestra, Jon Oliva's Pain și Circle II Circle, proiecte ale vocalistului Jon Oliva după desființarea celebrilor Savatage;
- Iced Earth (a căror muzică este un amestec de power, progresiv, opera, speed și thrash metal) etc.